# Tovia Singer

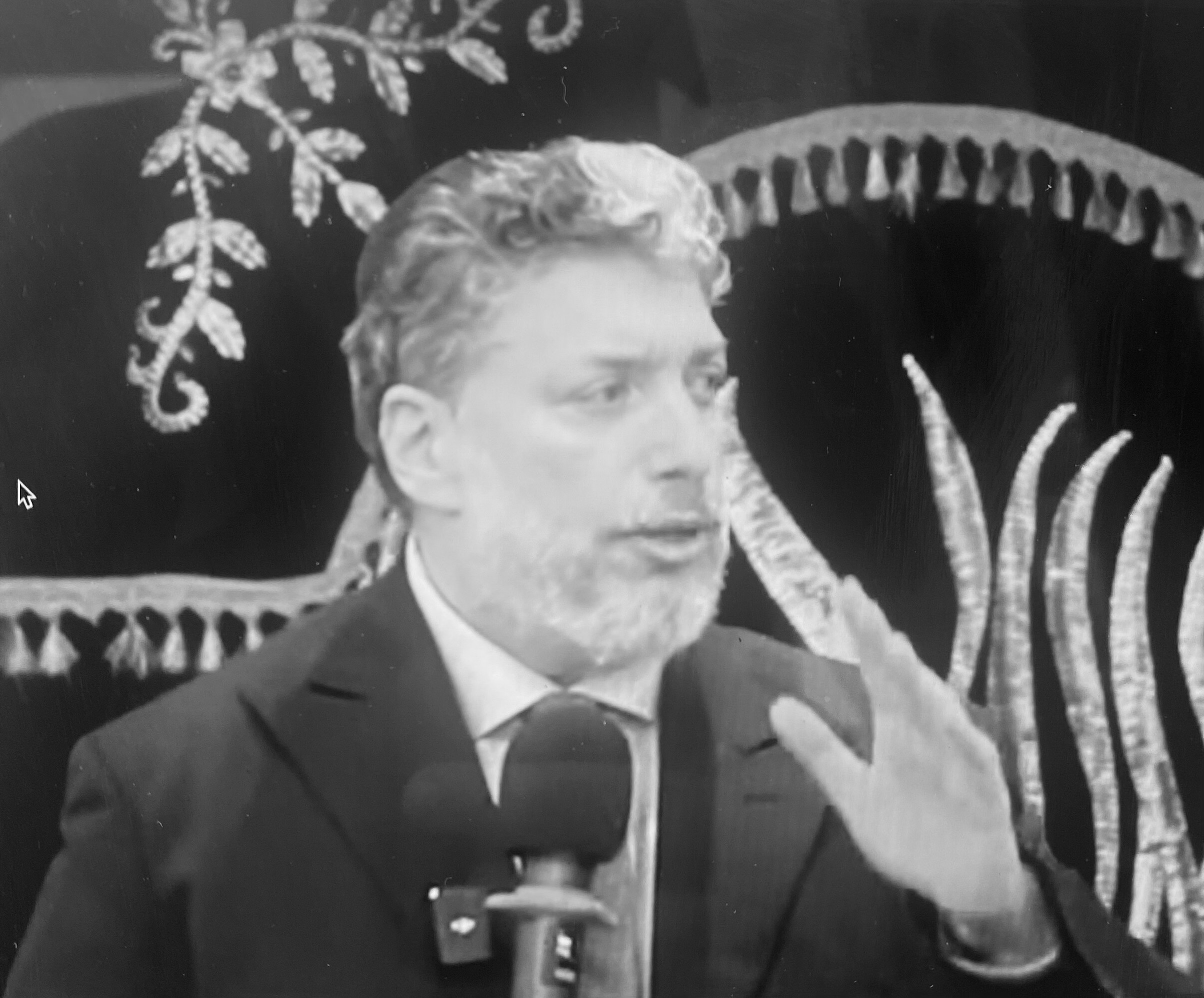
Tovia Singer

Tovia Singer (geboren am 20. September 1960) ist ein Rabbiner, der die Organisation Outreach Judaism gründete und leitet. In Indonesien wird das Programm von Outreach Judaism von einer örtlichen jüdischen Stiftung getragen, der Eits Chaim Indonesia Foundation, die sich selbst als Fürsprecherin des jüdischen Glaubens, des jüdischen Volkes und des Staates Israel in Indonesien versteht.

## Outreach Judaism
Outreach Judaism ist eine jüdische Organisation, die sich gegen die Judenmission richtet. Sie beschreibt sich selbst als „internationale Organisation, die unmittelbar auf die Streitfragen reagiert, die von Missionaren und religiösen Kulten aufgeworfen werden, indem sie das Judentum erforscht und die Unterschiede zum christlichen Fundamentalismus offenlegt (by exploring Judaism in contradistinction to fundamentalist Christianity).“ Singer warnt vor Gemeinden, die „jüdisch wirken sollen, aber in Wirklichkeit fundamentalistische christliche Kirchen sind, die jüdische Symbole benutzen, um die Verletzlichsten unseres jüdischen Volkes in ihre Reihen zu locken.“ Outreach Judaism wurde im Jahre 2002 von J. Gordon Melton als Beispiel für den „gegenwärtigen Stand der jüdischen Gegen-Kult-Aktivitäten beschrieben“.

## Andere Aktivitäten
Zwischen 2002 und 2010 moderierte Singer die The Tovia Singer Show auf Arutz Scheva Nationalem Radio Israel. Die Show wurde 2013 wieder aufgenommen. Es gab viele interessante Gäste und Rabbi Tovia Singer interviewte israelische and US-amerikanische Politiker, Rabbiner, Terroropfer, Schriftsteller und viele andere. Unter den Gästen waren der 47. Gouverneur von Texas Rick Perry, Der Kabarettist Jackie Mason, der UN-Botschafter John R. Bolton, des Weiteren Ronald Lauder, Michael Oren, Alan Keyes, Danny Danon, Jeane Kirkpatrick und andere. Singer war einer der ersten, die Walid Shoebat interviewten. 2006 interviewte er Wafa Sultan in der Show.
Singer ist Autor der in Buchform und als Audio erschienenen Serie Let’s Get Biblical: Why Doesn’t Judaism Accept the Christian Messiah? Die neue erweiterte Buchausgabe in zwei Bänden enthält eine ausführliche Kritik traditioneller christlicher Vorwürfe gegen den jüdischen Glauben. Eine Rezension bescheinigt Singer „ein Meister seines Fachs zu sein“, seine gründliche Forschung und seine Beherrschung der biblischen Quellen seien sehr beeindruckend.
Singer ist für seine öffentlichen Debatten bekannt, etwa mit dem Leiter der Organisation „Juden für Jesus“, Jhan Moskowitz und Pastor Paul Humber.  2014 diskutierte er mit dem Professor für Neues Testament Dr. Craig A. Evans an der Houston Baptist University. Er trat auch gegen Michael L. Brown auf dem Sid Roth-Programm auf. Danach erhob er schwere Vorwürfe gegen Brown und lehnte weitere Debatten mit ihm ab.
Im Juni 2014 entdeckte er Stämme in West-Papua, Indonesien, die seiner Meinung nach einige hundert Jahre zuvor aus Peru geflüchtet waren. Ihre Vorfahren sollen der spanischen Inquisition entkommen sein. Diese Nachkommen von Juden hätten einige Traditionen bewahrt, seien aber zumeist zum Christentum konvertiert. Er habe sie zum Judentum zurückführen können. Seit dieser Zeit ist Singer in Indonesien tätig, wo das Judentum nicht offiziell anerkannt ist.
Zusammen mit der Eits Chaim Indonesia Foundation, deren Gründer niederländischer Herkunft sind, gründete Singer das einzige staatlich anerkannte jüdische Zentrum – Torat Chaim. Es wird von der christlichen Abteilung des indonesischen Amtes für religiöse Angelegenheiten unterstützt.

## Publikationen
- Let’s Get Biblical 24-teilige Audio-Serie.
- Tovia Singer: Let’s get biblical. Outreach Judaism, Monsey, N.Y. 2001, OCLC 51219849 (englisch, Erstausgabe:  1998).
- Tovia Singer: Let’s Get Biblical. 2. Auflage. RNBN Publishers, 2010, ISBN 978-0-615-34839-1 (englisch).

## Audio- und Video-Vorträge
- Audio shiurim (lectures) by Rabbi Tovia Singer (MP3)
- (shiurim, lectures) by Rabbi Tovia Singer (Video)